# Magyarisering

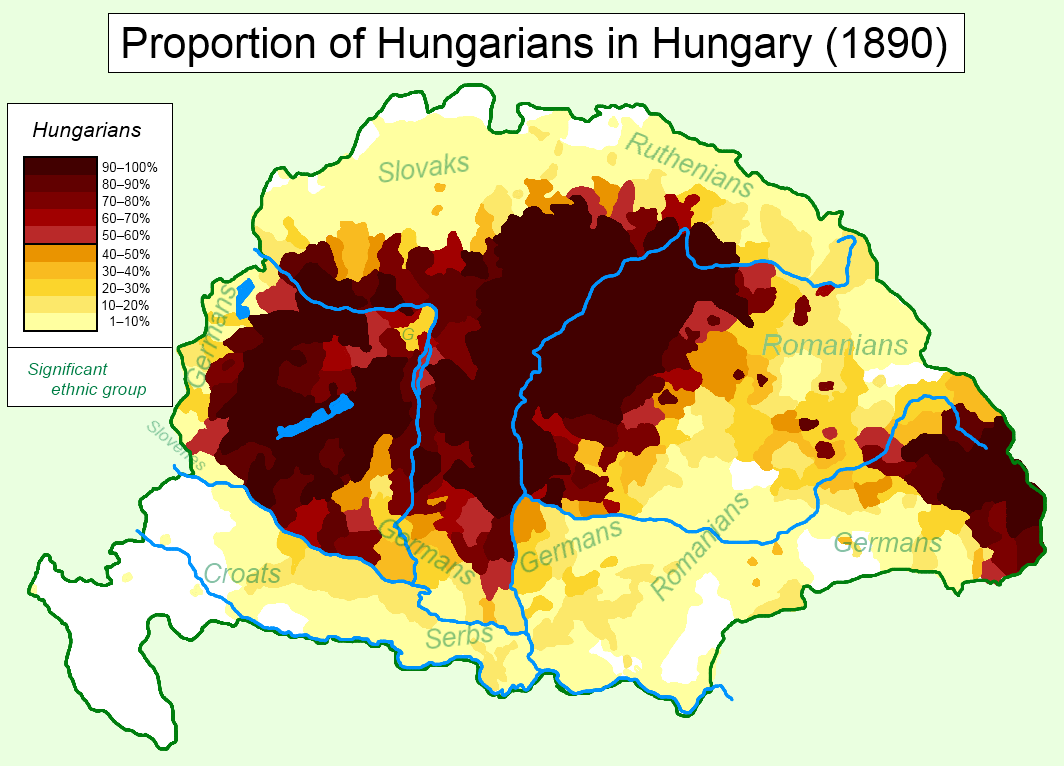
Karta som visar ungrarnas andel i kungariket Ungern vid folkräkningen år 1890.

Magyarisering (kroatiska: Mađarizacija, rumänska: Maghiarizare, serbiska: Мађаризација, slovakiska: Maďarizácia, ukrainska: Мадяризація) avser den process i vilken ungrarna inom habsburgarnas domäner genom kulturell assimilering eller ackulturation försökte få icke-ungerska folkgrupper att frivilligt eller genom socialt tvång anta den ungerska kulturen och språket.
Magyariseringen kom i strikt mening att öka från slutet av 1700-talet men stävjades efter revolutionen år 1848. Efter den österrikisk-ungerska kompromissen och skapandet av dubbelmonarkin Österrike-Ungern år 1867 kulminerade den i den ungerska rikshalvan och drabbade då främst kroater, rumäner, serber, slovaker och ukrainare. I de provinser som hörde till kungariket Ungern inom dubbelmonarkin ledde magyariseringen på sina håll till politiskt motstånd mot ungersk hegemoni. Sådant motstånd manifesterades bland annat vid den österrikisk-ungerske kejsarens officiella besök i Zagreb år 1895. 
Magyariseringsprocessen anses ha varit en av flera bidragande orsaker till det mångkulturella Österrike-Ungerns upplösning år 1918. 

## Etymologi
Termen 'magyarisering' härleds ur det ungerska ordet för 'ungrare', magyar. 